# Euchaetes castalla
Euchaetes castalla là một loài bướm đêm thuộc phân họ Arctiinae, họ Erebidae.